# Regione di Otjozondjupa
La regione di Otjozondjupa è una regione della Namibia con capoluogo Otjiwarongo di 135 384 abitanti al censimento 2001, dei quali il 41% vive in aree urbane mentre il rimanente 59% in aree rurali.

## Società

### Lingue e dialetti
Il 28% della popolazione parla l'Otjiherero, il 22% il Nama e il 20% l'Oshiwambo

## Geografia antropica

### Suddivisioni amministrative
La regione è suddivisa in 7 distretti elettorali:
- Grootfontein
- Okahandja
- Okakarara
- Omatako
- Otavi
- Otjiwarongo
- Tsumkwe